# نتاليا فاسكا
نتاليا فاسكا (بالأوكرانية: Наталя Васько) فنانة أوكرانية من مواليد (19 أكتوبر 1972، لفيف أوبلاست) ممثلة سينمائية ومسرحية وتلفزيونية أوكرانية ومقدمة برامج تلفزيونية. من عام 1999 إلى عام 2019، كانت ممثلة رائدة في مسرح الشباب في كييف، حائزة على جائزة الفيلم الوطني "Golden Dzyga" في ترشيح أفضل ممثلة مساعدة في فيلم Dove's Nest" (2017) ، عضو أكاديمية السينما الأوكرانية